# Enteropatogena Escherichia coli
Enteropatogena Escherichia coli (EPEC) je glavna bakterijska povzročiteljica otroške diareje in predstavlja prototip družine črevesnih patogenov, ki povzročajo poškodbe na gostiteljski celici. EPEC je glavna povzročiteljica diareje v razvijajočem se svetu. Kolonizira črevesno epitelno sluznico, kjer se tesno pritrdi na površino enterocitov in povzroči histopatološke spremembe - lezije. Do lezij prihaja zaradi degeneracije površine enterocita, ki nastane zaradi reorganizacije spodaj ležečega citoskeleta. Bakterija zaradi pritrditve na površino epitelnih celic povzroči lokalno izgubo mikrovilov in nastanek z aktinom bogatih predelov, na katerih bakterija biva. Kot številni gramnegativni živalski in rastlinski patogeni ima EPEC sekrecijsko aparaturo tipa III. Preko njega se izločijo glavni virulenčni faktorji in injicirajo v citosol gostiteljske celice (model molekularne igle). EPEC uporablja aparaturo tipa III za tesno pritrditev na celico in za vzpostavitev signalnih poti ter preureditve citoskeleta.

## Bakterijski faktorji, ki so vključeni pri pritrditvi EPEC na gostiteljsko celico
Patogene interakcije z gostiteljsko celico so večstopenjski proces: začetna pritrditev, sprožitev signalnih poti, ki povzročijo uničenje mikrovilov in nastanek podstavka. Za adhezijo uporablja EPEC model lokalne adherence - s pomočjo adherentnega faktorja EAF. EAF je kodiran na plazmidu in ga imenujemo BFP (bundle-forming pilus) - je pilus tipa IV. Vsi ti patogeni imajo kromosomske otoke patogenosti - LEE, dolge 35kb.  Bakterijski faktorji, ki sodelujejo pri lezijah, so kodirani znotraj LEE. LEE vsebuje sekrecijski sistem tipa III (Esc proteine), številne sekrecijske proteine (EspA, EspB, EspD in EspF), adhezin, intimin in translocirajoči receptor Tir. Številni LEE proteini so tudi virulenčni faktorji. Pomembna značilnost sekrecijskega sistema tipa III je prisotnost citosolnih šaperonov. V LEE lokusu sta bila opisana dva šaperona - CesD za EspB in EspD; pred kratkim tudi CesT za Tir. Po vstavitvi receptorja Tir v gostiteljsko plazmalemo pride do fosforilacije tirozinan474. 
Tir služi kot receptor za adhezin in intimin, ki se veže na njegove IBD enote. Povezava Tir-intimin omogoči tesno povezavo EPEC na gostiteljsko celico in začetek nastanka podstavka. EspA, EspB in EspD naj bi imeli vlogo strukturnih komponent translokacijskega aparata. EspA se prenese skozi bakterijsko membrano in ga najdemo v filamentoznih priveskih na bakterijski površini. EspA naj bi tvoril transportni kanal, ki povezuje sekrecijski aparat tipa III s celično membrano gostiteljske celice. Vsaj trije EPEC proteini se prenesejo v epitelno gostiteljsko celico-Tir, EspB in EspD. EspB se večinoma prenese v celično membrano, čeprav je prisoten tudi v citoplazmi. EspD pa se vstavi le v celično membrano.Točna funkcija EspB in EspD v gostiteljski celici ni znana. Ker imata podobno sekvenco kot YopD in YopB v Yersinii sklepajo, da naj bi tvorila pore v membrani. celice skozi katere naj bi se prenašali drugi EPEC efektorski proteini. EspB in EspD pa naj bi poleg strukturne funkcije imela tudi efektorsko. Npr. HeLa celice okužene z EspB imajo številne morfološke spremembe. EspB naj bi torej deloval kot citoskeletni toksin. Vloga EspF v patogenezi pa še ni znana (espF mutante lahko še vedno povzročajo lezije na celicah). EspF ima dva s prolini bogata zaporedja podobna SH3 enoti, katera omogoča interakcijo protein-protein pri številnih signalnih poteh v evkariontskih celicah. EspF naj bi bil torej efektorski protein, vendar njegova specifična vloga še ni poznana. Pomembno vlogo pri vezavi EPEC na celico ima tudi intimin. Zadnje raziskave so pokazale, da ima ta bakterijski adhezin tudi druge funkcije poleg interakcije z receptorjem Tir. V primeru, če ni prisotnega Tir receptorja na gostiteljski celici, lahko pride do povezave intimina z gostiteljsko celico. Intimin se veže s karboksi-terminalnim delom, ki vsebuje cisteinski ostanek 937. Intimin iz EPEC in C. rodentium povzroča mukozno hiperplazijo in velik imunski odziv celic T pomagalk tipa I pri miših. Če so prisotne mutacije na cisteinu 937 teh znakov ni prisotnih. Torej intimin naj bi interagiral z receptorjem gostiteljske celice in s tem povzročil takšne odzive.

## Tir; efektor intiminske povezave in nastanka podstavka
EPEC se lahko veže na površino gostiteljske celice. To ji omogočata intimin v zunanji bakterijski membrani in bakterijski receptor Tir (za katerega so najprej mislili, da je  membranski protein gostiteljske celice). Ob kontaktu EPEC z gostiteljsko celico pride do prenosa Tir v membrano celice, kateremu sledijo posttranslacijske modifikacije, ki vključujejo tudi fosforilacijo tirozinov. Tir ima dve transmembranski regiji (TMD) in šest tirozinskih ostankov. Vsi se nahajajo na C-terminalnem delu. Tir se s TMD regijama razteza skozi celično membrano, C in N regiji pa se nahajata znotraj celice. Regija med obema TMD tvori ekstracelularno zanko (IBD) na katero se veže intimin s C-regijo. Tako se bakterija pritrdi na celico. Tir je pomemben tudi pri nastanku podstavka in kondenzaciji aktina. Fosforilacija tirozina na Tir naj bi imela pomembno vlogo pri njegovi vstavitvi v plazmalemo in izpostavljanju IBD regije na površini. Modifikacija Tir ima pomembno vlogo tudi pri polimerizaciji aktina. Povezava Tir-intimin naj bi omogočala zbiranje Tir molekul pod EPEC in tako naj bi se tvoril signal potreben za prenos citoskeletnih komponent in za začetek polimerizacije F-aktina.

## EPEC podstavek; preoblikovanje citoskeleta na površini gostiteljske celice
Specifična lastnost teh patogenov je izginotje mikrovilov na površini celice in nastanek z aktinom bogatih struktur (podstavkov) na katerih bakterija sedi. Te citoskeletne preureditve lahko segajo tudi do 10 µm od površine celice. Njihova vloga (razen da omogočijo trdno povezavo bakterije na celico) še ni poznana. EPEC s pomočjo EspA, EspB in EspD proteinov onemogoči fagocitozo fagocitov. Torej prekine fagocitozo ob stiku z makrofagom. Imunofluorescenčne raziskave EPEC so pokazale, da je podstavek sestavljen iz različnih komponent citoskeleta. 
Poleg Tir se na konici in po dolžini nahaja F-aktin; α-aktinin, ezrin, talin, plastin in vilin se nahajajo le ob straneh; miozin II in tropomiozin pa se nahajata le na bazi podstavka. Izginotje mikrovilov naj bi bilo povezano z nastankom podstavka-bakterija povzroči depolimerizacijo aktina mikrovilov, katere kasneje uporabi za sestavo podstavka. To potrjuje prisotnost vilina, miozina II in tropomiozina na podstavku. Ker pa so prisotni še drugi proteini, ki niso bili sestavni del mikrovilov sklepajo, da podstavek ni le predelan mikrovil. Nekatere komponente naj bi se tam nahajale le zaradi visoke gostote F-aktina in naj ne bi imele bistvene vloge pri formaciji podstavka. 
Zato se zdi, da si EPEC prilasti komponente za lokalno pritrditev in gostiteljski aktinski citoskelet, da preoblikuje dinamiko aktina. V resnici videomikroskopske študije podstavkov, ki jih inducirajo EPEC, kažejo, da so to gibljive strukture, ki premikajo pritrjene EPEC po celični površini. Pomen teh premikanj ni znan. Premikanje podstavka inhibira cytochalasin D, kar kaže, da je odvisno od polimerizacije aktina. Zato je premikanje podstavka EPEC podobno znotrajceličnemu premikanju Shigel in Listerij (s silo, ki jo zagotovi polimerizacija aktina). Nasprotno aktinskem repu Listerij, se aktinski filamenti pod pritrjenimi EPEC ne depolimerizirajo v prisotnosti cytohalasina D, kar kaže na razlike v organizaciji teh struktur. Tudi premikanje z aktinom pri EPEC je veliko počasnejše kot pri Listeriji ali Shigeli, kar nakazuje mehanske razlike. Največja razlika je, da EPEC sproži to gibanje z zunajcelične pozicije, skozi plazmalemo in s tesno pritrditvijo. Zelo močno pritrditev EPEC na citoskelet gostiteljske celice lahko razloži omejeno premikanje podstavkov, v primerjavi z Listerijo ali Shigelo, ki jih aktin svobodno premika po citosolu.

## Celični faktorji vpleteni v oblikovanje podstavka: manjkajoči členi med Tir in citoskeletom
Tir  najverjetneje tvori povezavo EPEC na gostiteljev citoskelet skozi membrano z delovanjem na regulatorje citoskeleta, ki začnejo polimerizacijo aktina. Lahko predpostavimo, da Tir reagira z elementi citoskeleta, ki regulirajo dinamiko aktina pod celično površino. Vloga Rho družine majhnih GTP vezavnih proteinov RhoA, Rac1 in Cdc42 v podstavkih, ki jih inducirajo EPEC, so raziskovali številni laboratoriji. EPEC podstavki so bili neobčutljivi na vplive večine inhibitorjev: toksina B Clostridium difficile (glikolizira in inaktivira te GTPaze), kompacilin (blokira spremembe lipidov, ki so potrebne za aktivnost GTPaz) in na izražanje dominantno negativnih oblik Rho GTPaz. Kaže, da aktivnost RhoA, Rac1in Cdc42 ni potrebna za procese polimerizacije aktina, ki vodijo v oblikovanje podstavkov (nasprotno od drugih procesov, ki vključujejo aktin). 
Pred kratkim so raziskovali vpliv Wiskott-Aldrich sindrom proteina (WASP) pri podstavkih, ki jih sprožijo EPEC. WASP je adapterski protein vpleten v preureditve citoskeleta, ki reagira z Cdc42 in Arp2/3 kompleksom (glavno regulatorno komponento v procesih z aktinom). WASP in njegov homolog N-WASP sta se lokalizirala na koncih EPEC sproženih podstavkov v HeLa celicah, kot tudi Arp2/3 kompleks. Transfekcija HeLa celic z različnimi konstrukti , ki izražajo skrajšane oblike WASP, je razkrila, da je aktivacija WASP odvisna od njegove GTP vezavne regije. Tudi izguba njegove C-terminalne kisle regije je preprečila prihod Arp2/3 kompleksa v oblikovanje podstavka. Iz njih dobimo ideje kako EPEC začnejo signalne kaskade na celični membrani, ki preuredijo gostiteljev citoskelet. Podatki dokazujejo, da so vpleteni tudi drugi proteini (ne samo RhoA, Rac1 in Cdc42) v signalne kaskade.Predlaga se, da prisotnost WASP in Aro2/3 kompleks na vrhu EPEC sproženih podstavkov vplivajo na   procese polimerizacije aktina pod bakterijo, ki jih sprožijo EPEC. To ne dokazuje, da ti proteini reagirajo z Tir. Med Tir in proteini v citoskeletu ni homologije, zato Tir ne mimikrira celičnih proteinov, vpletenih v organizacijo citoskeleta. Domnevna citoskeletna N- terminalna regija vsebuje ponovitev bogato s prolinom, ki bi lahko bila sidrišče za citoskeletne sestavine, vendar to ni znano.C-terminalni citosolni rep ima fosforiliran tirozin in bi lahko igral vlogo pri aktivaciji signalnih molekul (Tir tirozinska fosforilacija je potrebna za oblikovanje podstavka). 
Aktivacija citoskeletnih povezovalcev verjetno ni dovolj in je potrebna tudi aktivacija drugih EPEC efektorjev. Močno povezavo Tir s citoskeletom (specifična za preureditve citoskeleta, ki jih sprožijo EPEC) lahko razlagamo z direktnimi interakcijami med Tir in citoskeletnimi povezovalci, ki jih je verjetno veliko.

## Signaliziranje v gostitelju, ki ga sproži EPEC
Pomembnost signalov pri interakciji EPEC z gostiteljskimi celicami se vidi pri oblikovanju podstavka. EPEC izzove specifične odzive s prenosom bakterijskih efektorjev v gostiteljsko celico. Dobro poznana sprememba prenesene oblike Tir je fosforilacija tirozina. Gostitelj fosforilira tudi serin/ treonin, ki igrata vlogo pri vstavitvi Tir v plazmalemo. Pomemben je tudi način sprememb Tir v gostiteljskih celicah. Za fosforilacijo tirozina v Tir je  potrebna tirozin kinazna aktivnost, ker vemo da, tirozin kinazni inhibitorji blokirajo fosforilacijo Tir. 
Vlogo  signaliziranja pri okužbi z EPEC ima tudi kalcij. Zgodnje študije prenosa signala,ki ga sprožijo EPEC, kažejo povečane koncentracije znotrajceličnega kalcija v okuženih celicah, ki je odvisen od funkcionalnega sistema sekrecije tipa III in tesne pritrditve. Koncentracije znotrajceličnega kalcija so bile precej povečane zaradi  sprostitve kalcija iz znotrajceličnih skladišč odvisnih od inozitol trifosfata. Glede na to, da kalcij sproži vezikulacijo in uničenje mikrovilov je ta proces kriv , da EPEC uničijo mikrovile, kar je povezano s proteini odvisnimi od kalcija (aktin). Interakcija EPEC z gostiteljem sproži tudi jedrni odgovor. Model s črevesnimi epitelnimi celicami je pokazal, da EPEC infekcija sproži aktivacijo jedrnega transkripcijskega faktorja NF-κB, ki vodi v izražanje interlevkina 8 (IL-8). Sekrecija IL-8 je odgovorna za privabljanje nevtrofilcev. EPEC povzroči inhibicijo produkcije IL2, IL-4 in γ-interferona.

## Prenos signala in diareja
EPEC povzroči fosforilacijo miozinskih verig, zaradi katere se izgubi integriteta tesnih stikov med celicami. Infekcija z EPEC zmanjša celični mirujoči membranski potencial in sekrecijo kloridnih ionov. Proces, ki je odvisen od funkcionalne sekrecije tipa III in tesne pritrditve, napeljuje, da diareja, ki jo povzročajo EPEC, lahko nastane preko medceličnih poti skupaj s prekinitvami tesnih stikov v epiteliju.